# Pavel Ivanovitch Préobrajenski
Pavel Ivanovitch Préobrajenski (en russe : Па́вел Ива́нович Преображе́нский, né le 13 janvier 1874 à Demiansk, Gouvernement de Novgorod, mort le 10 septembre 1944 à Moscou) est un géologue russe et soviétique. Il fut ministre de l’éducation publique dans le gouvernement de A. V. Kolchak (1919-1920), professeur (à partir de 1922) et chef du Département de géologie et de minéralogie de l'université de Perm (1923-1924), découvreur de l'un des plus grands gisements de sels de potassium et de magnésium au monde à Verkhnekamsk, docteur en sciences géologiques et minéralogiques (1935).

## Biographie

### Jeunesse et études
Pavel Préobrajenski est né le 1er janvier 1874 (le 13 selon le nouveau calendrier) à Demiansk, dans le gouvernement de Novgorod. Son père est un prêtre orthodoxe.
Lauréat d'une médaille d'or à l'issue de ses études au gymnase de Tachkent, en 1892, il étudie la physique et les mathématiques à l'Université de Moscou en 1894-1895.
Il est diplômé en 1900 de l'Institut des mines de Saint-Pétersbourg, où il obtient le titre d'ingénieur des mines.
En 1908-1909, il étudie à l'Université de Munich.
Il obtient un doctorat en sciences géologiques et minéralogiques en 1935.

### Travail scientifique et public
À partir de 1901, à l'invitation de Vladimir Obroutchev, il rejoint le groupe pour l'étude des gisements d'or de la Léna.
Il dirige l'expédition géologique dans l'Oural pour le tracé de la ligne de chemin de fer Oufa - Mont Magnitnaïa, enseigne à l'Institut des mines de Saint-Pétersbourg et participe aux activités de la Société technique russe.
En 1913, il est nommé Géologue principal au Comité géologique de Saint-Pétersbourg, et en dirige la section sibérienne à partir de 1916.
Durant la Première Guerre mondiale, Préobrajenski sert dans le département sanitaire du 4e Régiment du détachement des techniciens russes.
Il est nommé ministre de l'Education le 6 mai 1919 dans le gouvernement d'Omsk de l'amiral Kolchak (contre-révolutionnaire). S'il considère ce travail comme temporaire au début, les défaites militaires de l'armée Kolchak le convainquent de rester à son poste. Il élabore un projet de loi pour une école unique et soutient le développement d'un réseau d'universités publiques et d'éducation scolaire. En raison de l'effondrement du Gouvernement d'Omsk, ces projets n'aboutissent pas.

#### Arrestation et procès
Préobrajenski est arrêté en novembre 1919 à Irkoutsk par l'armée rouge. Libéré de prison et placé en liberté surveillée, il est à nouveau emprisonnée peu après. Condamné à mort pour collaboration avec des forces « anti-révolutionnaires » par le Tribunal Révolutionnaire Extraordinaire de Sibérie, sa peine est commuée à l'emprisonnement et aux travaux forcés jusqu'à la fin de la guerre civile à la suite de l'intervention des milieux scientifiques et de Maxime Gorki, qui écrit directement un télégramme à Lénine à ce sujet : « Demande commutation de la peine de Préobrajenski, géologue majeur, essentiel au pays ».

#### Retour à la géologie
Le 23 juin 1920, Préobrajenski est nommé vice-chef de la section pour l'éducation du Comité Révolutionnaire de Sibérie.
À partir de 1921, il enseigne à l'Université de Perm, où il occupe la chaire de géologie, à laquelle s'ajoute celle de géologie à partir de 1923.
Il exerce également les fonctions de doyen de la faculté agronomique de l'Université de Perm en 1922.
Parallèlement à son travail à Perm, Préobrajenski enseigne de 1921 à 1924 à l'Institut des Mines de l'Oural, où il fonde le département de géologie. Il dirige des expéditions géologiques à la recherche de gisements de charbon dans le Raïon de Pashiya.

#### Découvertes géologiques dans l'Oblast de Perm
Préobrajenski dirige l'expédition géologique qui découvre un gisement de sylvinite le 5 octobre 1925 à 100 mètres de profondeur à Solikamsk. Sans le savoir, les géologues viennent de mettre au jour l'un des plus grands gisements de potasse-magnésium au monde.
Un gisement de pétrole y est également découvert en 1929, lors de recherches ultérieures.

#### Autres contributions à la géologie
Parallèlement à ses activités dans l'Oblast de Perm, Préobrajenski mène des travaux théoriques et pratiques sur la potasse et le sel et conseille les géologues soviétiques menant des expéditions dans l'Oural, en Sibérie et en Ukraine.
Il participe au 17ème Congrés international de géologie en 1937 à Moscou.